# São Miguel d'Oeste (tiểu vùng)
São Miguel d'Oeste là một tiểu vùng thuộc bang Santa Catarina, Brasil. Tiều vùng này có diện tích 4080 km², dân số năm 2007 là 140807 người.